# Chřestovníček obecný
Chřestovníček obecný (Crioceris asparagi) je zástupce hmyzu, řádu brouků z čeledi mandelinkovití. Tato čeleď čítá cca 35.000 druhů, ve 2500 rodech.

## Popis
Velikost 5,1 až 6,5 milimetrů. Hmyz s proměnou dokonalou, tedy vajíčko, larva, kukla a dospělec. Brouk s proměnlivou kresbou na krovkách a s hlavou po stranách zaškrcenou. Krovky lesklé, černé barvy se žlutou a červenou kresbou. Hruď je vždy oranžová.
Aktivita dospělého brouka je od ledna do prosince.

## Výskyt
Vyskytuje se téměř po celé Evropě se zásahem až do Střední Asie. V České republice hojný. Velmi rozšířený především na místech s výskytem chřestu v teplých oblastech.
Larvy tohoto brouka žijí ve stoncích chřestu a kuklí se v zemi. Dospělý brouk se potom zdržuje převážně na rostlinkách chřestu a přezimuje ve stoncích nebo pod kameny.

## Vývoj
Tento brouk má dvě generace do roka. Vajíčka klade dospělý brouk na stonky a larvy se líhnou okolo května. Po nabrání potřebné hmoty se v zemi zakuklí a kolem června se objevují mladí brouci z první generace. Druhá generace se objevuje kolem července a k jejich rozmnožení dochází až příští rok z jara.

## Škodlivost
Tento druh je škůdce především na chřestu, zvláště při přemnožení.

## Ochrana
Tento druh není v České republice chráněný.